# Jacinto Albístur
Jacinto Albístur (Madrid, España, 1821 - Montevideo, Uruguay, 1889) fue un poeta, periodista y diplomático uruguayo.

## Biografía
Fue director y redactor principal de “El Siglo” durante diecisiete años. «No era uruguayo no inició su carrera –que fue la diplomática– a servicio del país. Cuarenta años de vida y labor intelectual en la República, le ganan, sin embargo, una real ciudadanía uruguaya. Nacido en Madrid en 1821, fue nombrado encargado de Negocios y Cónsul General de España en el año 1851. Estuvo al frente de la Legislación española en Montevideo hasta el 22 de enero de 1869, cuando lo sustituyó Carlos Creus y Camps. Ministro en el Perú en 1865, tendiente a evitar la ruptura de relaciones que más tarde debía traer el conflicto armado entre las repúblicas del Pacífico y el gobierno de Isabel II. Más tarde, separado de las tareas diplomáticas, regresó a la República, donde había contraído enlace con una uruguaya. Hombre de arraigadas convicciones principistas y liberales, confraternizó muy pronto con nuestros más distinguidos elementos intelectuales, integrado – como un criollo – aunque círculo selecto que por paradoja se llamó de los conservadores. Logra identificarse con el movimiento intelectual americano, no obstante mantener contactos y raíces en el pensamiento hispano».
Diversos acontecimientos políticos en América y España, lo impulsan a abandonar la carrera diplomática; e indirectamente.
regresar a España, en 1870. Al retornar a Montevideo vuelca su actividad en artículos publicados en "La Tribuna", para pasar
luego a la redacción de "El Siglo". Vive un momento convulso en Montevideo en que se producen los sucesos de la revolución de Timoteo Aparicio, la terminación de la guerra del Paraguay, la reorganización de los partidos políticos, el motín del 15 de enero, la deportación de algunas de las mejores mentes uruguayas a La Habana, y los gobiernos de fuerza sustentados por el militarismo. La reforma escolar, el registro y matrimonio civil (...) hallan en él, su defensor; pudiéndose decir que José Pedro Varela en la acción, y Albistur en la prensa cimentan el desenvolvimiento del proceso cívico cultural uruguayo.
Simultáneamente, publica su obra titulada Relaciones entre España y los Estados del Río de la Plata, y un libro de poesías (Algunas pesías, 1879). El mismo año inicia la prédica posibilista.» (En "Jacinto Albístur y el Posibilismo en el Uruguay del siglo XIX" por Lic. Mireya Pintos Carabajal. Revista Biblioteca Nacional de Uruguay N.º 9. Montevideo, julio de 1975)

## Obras
Su principal obra poética se recoge en "Algunas Poesías" (1879)